# Zlot (miasto Bor)
Zlot (cyr. Злот) – wieś w Serbii, w okręgu borskim, w mieście Bor. W 2011 roku liczyła 3299 mieszkańców.